# Лацис, Виктор
Виктор Лацис (латыш. Viktors Lācis; род. 28 ноября 1977, Резекне) — латвийский легкоатлет, специалист по бегу на короткие и средние дистанции, барьерному бегу. Выступал за сборную Латвии по лёгкой атлетике в 1995—2002 годах, многократный победитель и призёр первенств национального значения, действующий рекордсмен страны в беге на 400 метров с барьерами, участник летних Олимпийских игр в Сиднее.

## Биография
Виктор Лацис родился 28 ноября 1977 года в городе Резекне Латвийской ССР.
Занимался лёгкой атлетикой под руководством тренера Гинтиса Бититиса. Окончил Уичитский университет в США.
Впервые заявил о себе в лёгкой атлетике на международном уровне в сезоне 1995 года, когда вошёл в состав латвийской национальной сборной и в беге на 800 метров выступил на юниорском европейском первенстве в Ньиредьхазе (1:54,82).
В 1996 году в той же дисциплине занял шестое место на юниорском мировом первенстве в Сиднее (1:50,11).
В июле 1997 года на соревнованиях в Риге установил свой личный рекорд в беге на 800 метров — 1:46,07. Также был шестым на молодёжном европейском первенстве в Турку (1:48,49), бежал 800 метров на чемпионате мира в Афинах (1:48,65).
В 1998 году представлял Латвию на чемпионате Европы в Будапеште (1:47,58).
На молодёжном европейском первенстве 1999 года в Гётеборге с результатом 1:48,33 вновь занял в финале шестое место.
Благодаря череде удачных выступлений удостоился права защищать честь страны на летних Олимпийских играх 2000 года в Сиднее — в программе бега на 800 метров выбыл из борьбы за медали на стадии полуфиналов, показав результат 1:47,24.
После сиднейской Олимпиады Лацис ещё в течение некоторого времени оставался действующим спортсменом и продолжал принимать участие в крупнейших международных стартах, при этом сделал акцент на коротких дистанциях и барьерном беге. Так, в 2001 году на соревнованиях в американском Юджине он установил ныне действующий национальный рекорд Латвии в беге на 400 метров с барьерами (49,60), в той же дисциплине стартовал на чемпионате мира в Эдмонтоне.
В 2002 году выступил в индивидуальном беге на 400 метров и в эстафете 4 × 400 метров на чемпионате Европы в Мюнхене.